# Gomphandra simularensis
Gomphandra simularensis là một loài thực vật có hoa trong họ Stemonuraceae. Loài này được Sleumer mô tả khoa học đầu tiên năm 1969.